# Demetri de Faros
Demetri de Faros (en llatí Demetrius, en grec antic Δημητριος) fou un governant grec nascut a l'illa de Faros a la mar Adriàtica, on era un dels dirigents
Es va posar al servei dels il·liris quan va esclatar la Primera Guerra Il·líria entre el Regne d'Il·líria i la república romana. La reina Teuta, de la que se sospita que era amant, li va confiar el govern de Còrcira que traïdorament va entregar als romans, i es va convertir en un aliat actiu dels cònsols en totes les operacions posteriors.
Després de la derrota de Teuta els romans el van recompensar donant-li una gran part dels seus dominis com a regent en nom del príncep Pinnes, encara que Roma no va confiar mai en ell del tot. Més tard es va aliar a Antígon III Dosó de Macedònia al que va ajudar en la guerra contra Cleòmenes III, segons diu Polibi. Confiat en el suport de Macedònia i considerant que els romans estaven molt ocupats a les guerres amb els gals i contra Hanníbal, es va dedicar a la pirateria, però immediatament (219 aC) els romans van declarar la guerra i enviar al cònsol Luci Emili Paul·le a Il·líria. El cònsol va conquerir diverses fortaleses d'Il·líria i va ocupar la mateixa Faros (Pharos).
Demetri va haver de fugir a la cort de Filip V de Macedònia on va viure la resta de la seva vida com a conseller del rei. Una ambaixada enviada pels romans a Macedònia demanant la seva entrega, no va reeixir, diu Titus Livi.
Va aconsellar a Filip V de fer aliança amb Hanníbal, aliança a la qual el rei ja estava predisposat després de la batalla del llac Trasimè. Va morir en l'assalt a la fortalesa d'Ithome al servei del rei de Macedònia. Polibi diu que la guerra entre Filip V i els romans va ser en gran part instigada per Demetri.